# Madrid−Burgos-vasútvonal
A Madrid−Burgos-vasútvonal egy 282 km hosszúságú, részben villamosított, 1668 mm-es nyomtávolságú vasútvonal Madrid és Burgos között Spanyolországban. Tulajdonosa az Adif, üzemeltetője a Renfe Operadora. Vonalszáma 102.
A vasútvonal célja a Madrid és Burgos közötti 370 km-es távolság lerövidítése. Bár az új vasútvonal csak 280 km hosszúságú, mégsem váltotta be a hozzá fűzött reményeket és a két város között a régi vonalon zajlik a forgalom, miközben az új vasútvonal középső szakaszán mára már megszűnt a közlekedés.
A Madridhoz közelebbi részen a Cercanías Madrid elővárosi járatai közlekednek.

## Története
A vasútvonal 1968. július 4-én nyílt meg, így közvetlen összeköttetés jött létre Madrid és Burgos között. Egy vágánnyal épült ki, de lehetséges lett volna kétvágányúvá történő bővítésre is, erre azonban nem került sor.
Bár a vasútvonal korábban hasznos volt, évekkel később a forgalom annyira lecsökkent, hogy nem érte meg tovább a vonalat fenntartani, kivéve a Madridhoz közeli, mintegy 25 km-es szakaszon, mely ma mint C-4 elővárosi vonal üzemel. Az utolsó menetrend szerinti vonat egy Talgo-IV volt Bilbao és Madrid között. Burgos és Aranda de Duero között csak teherforgalom van, Aranda de Duero után azonban mára már megszűnt az összes vasúti forgalom.
A vasútvonal személyforgalma a hosszabb, ám sokkal gyorsabb, normál nyomtávolságú Madrid–Valladolid nagysebességű vasútvonalra költözött át.

## Képek

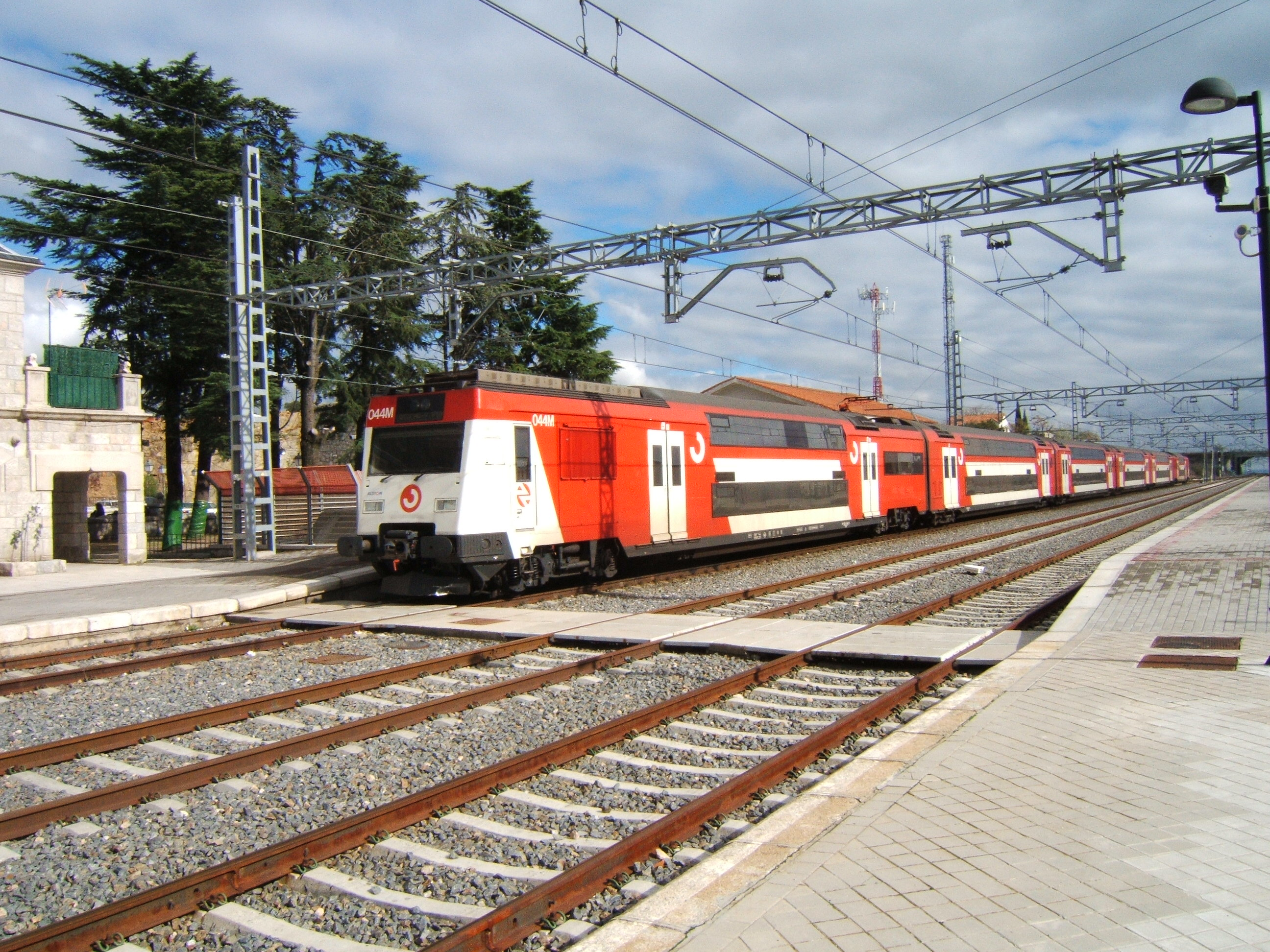
Madrid Colmenar Viejo állomás, a villamosított szakasz vége
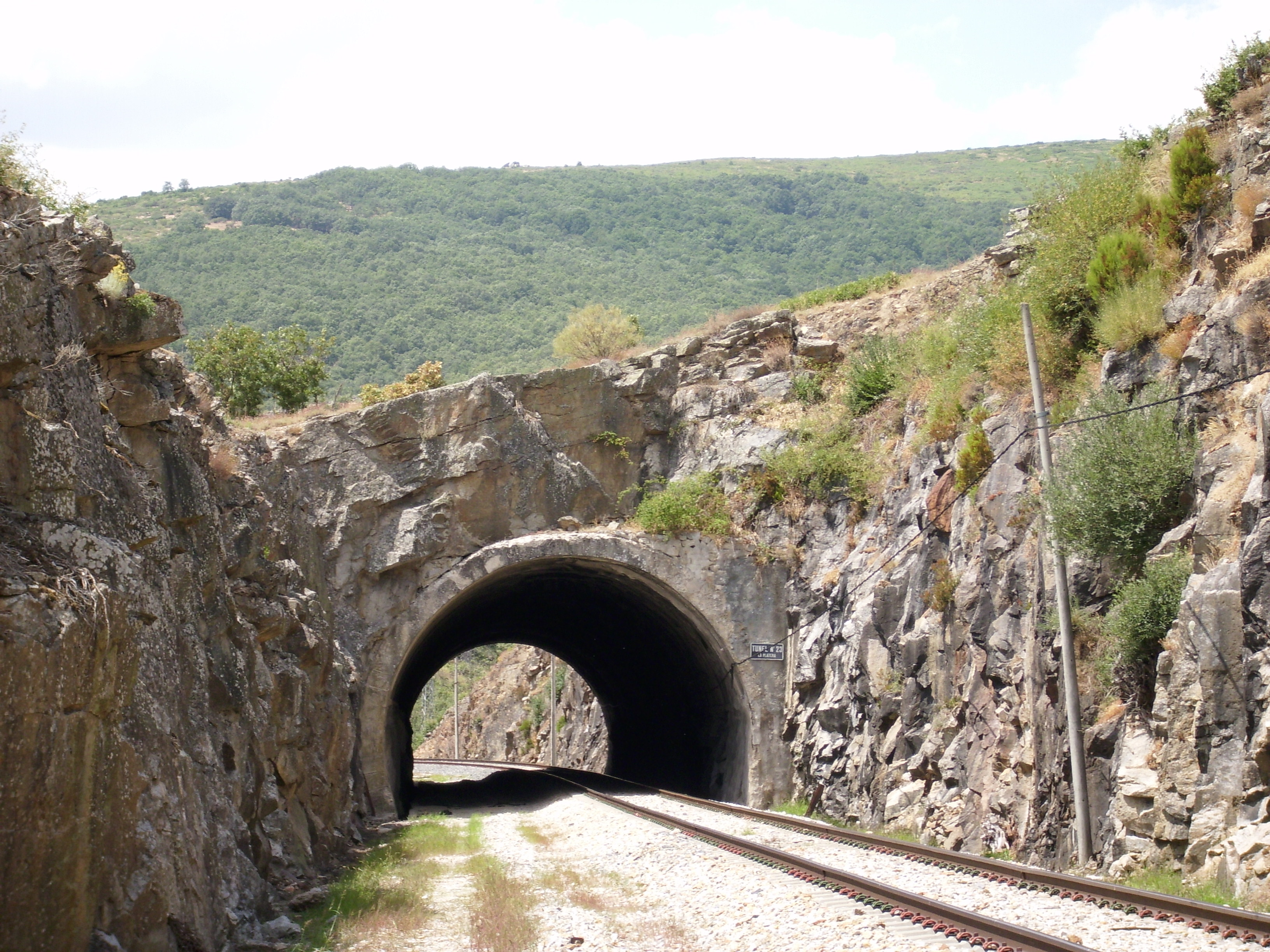
Alagút a vonalon
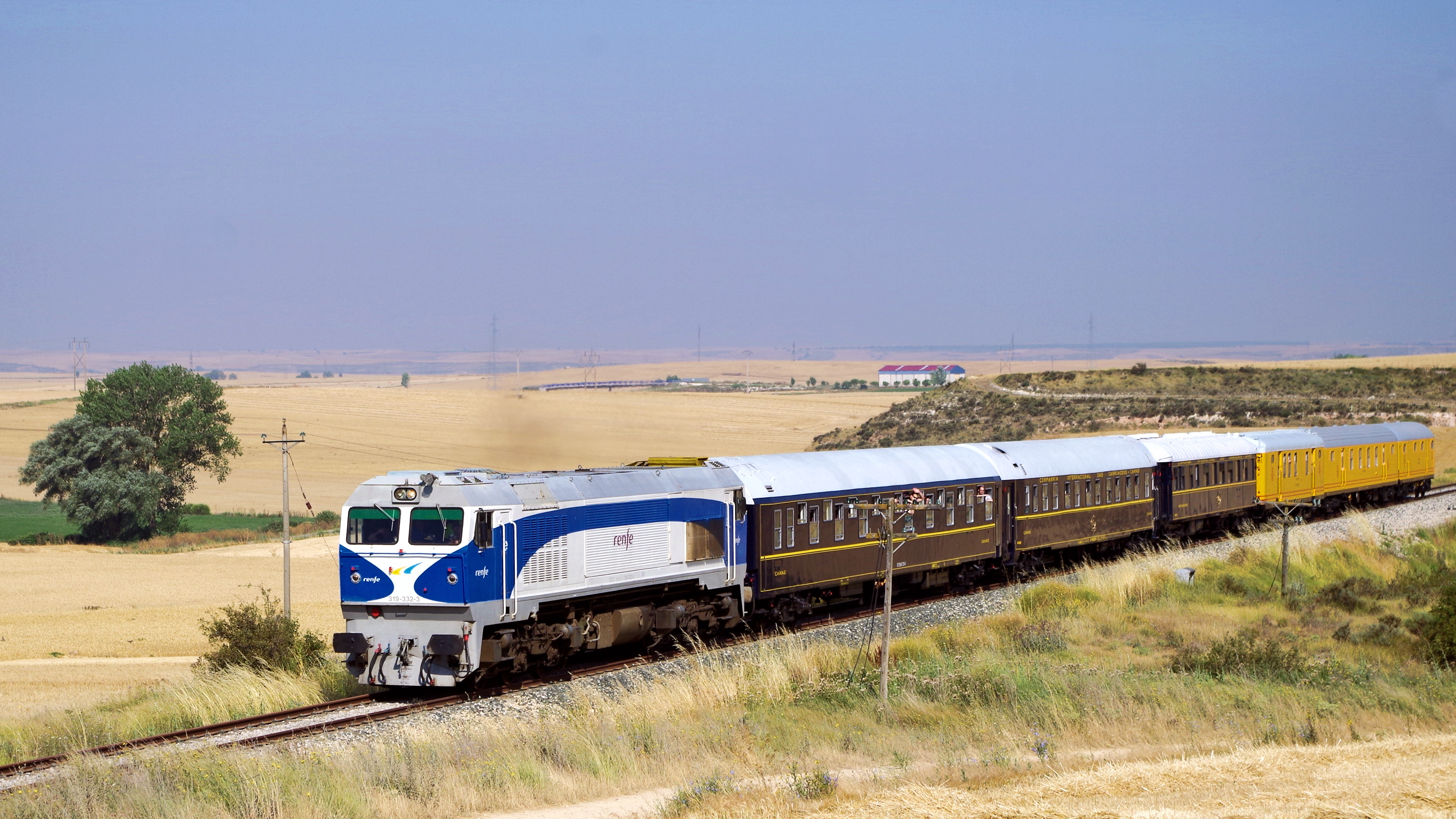
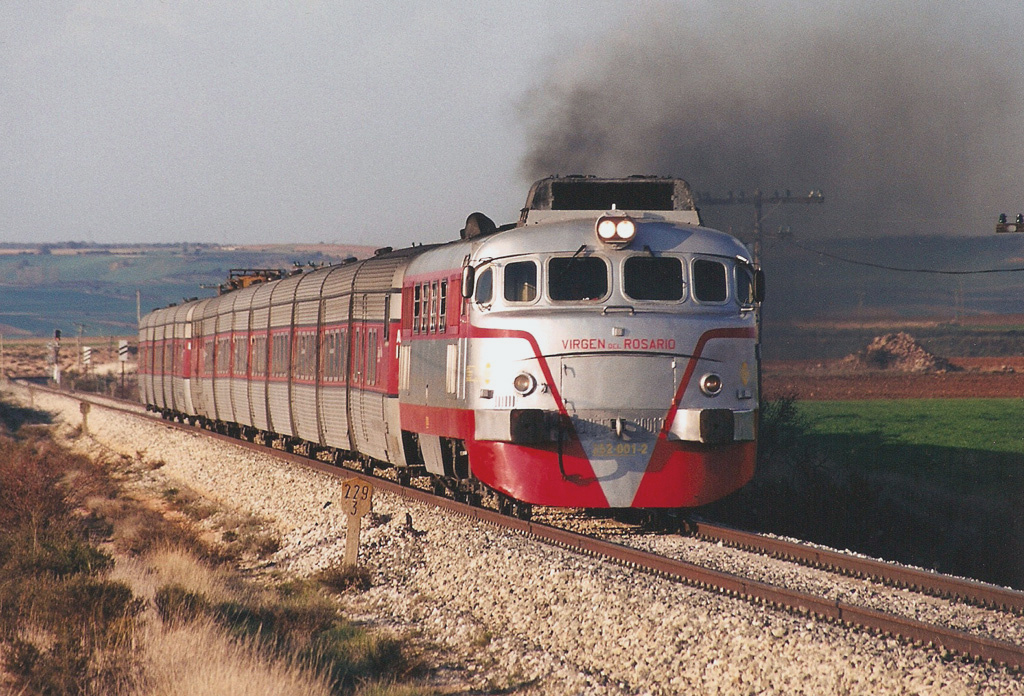
Talgo-vonat a vonalon
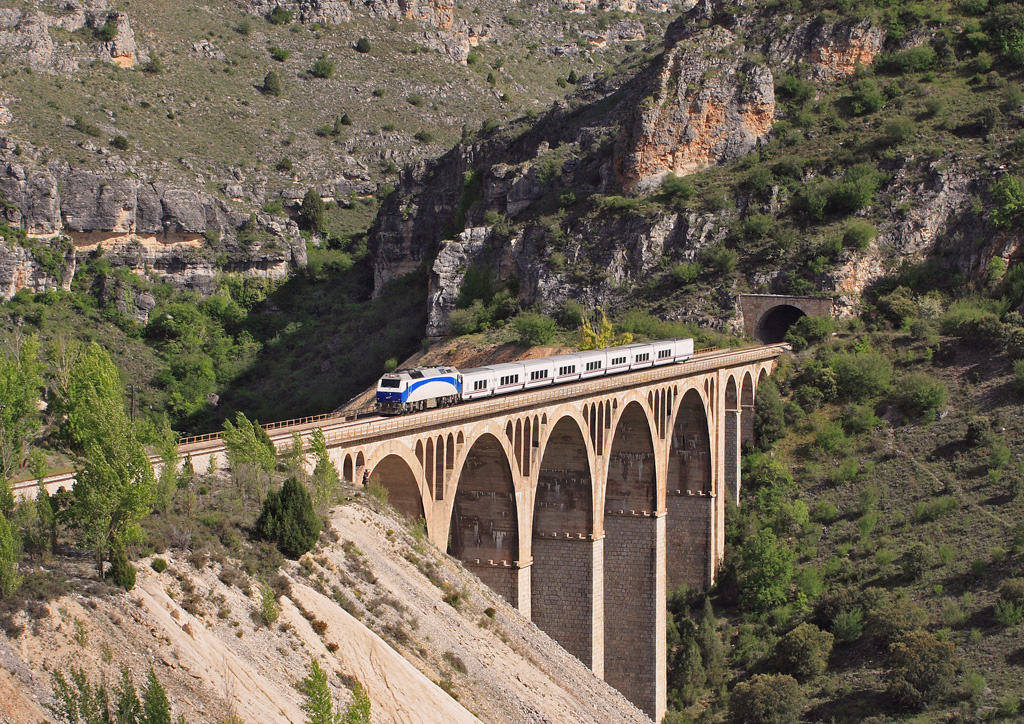
A Madrid–Bilbao Talgo-vonat halad át a Riaza viadukton
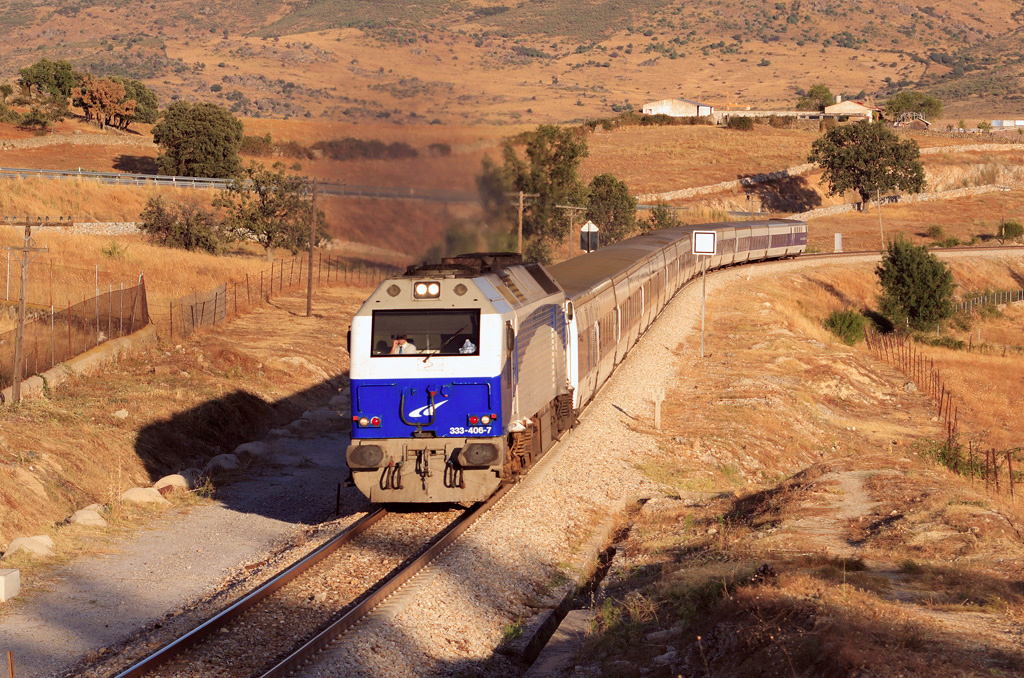
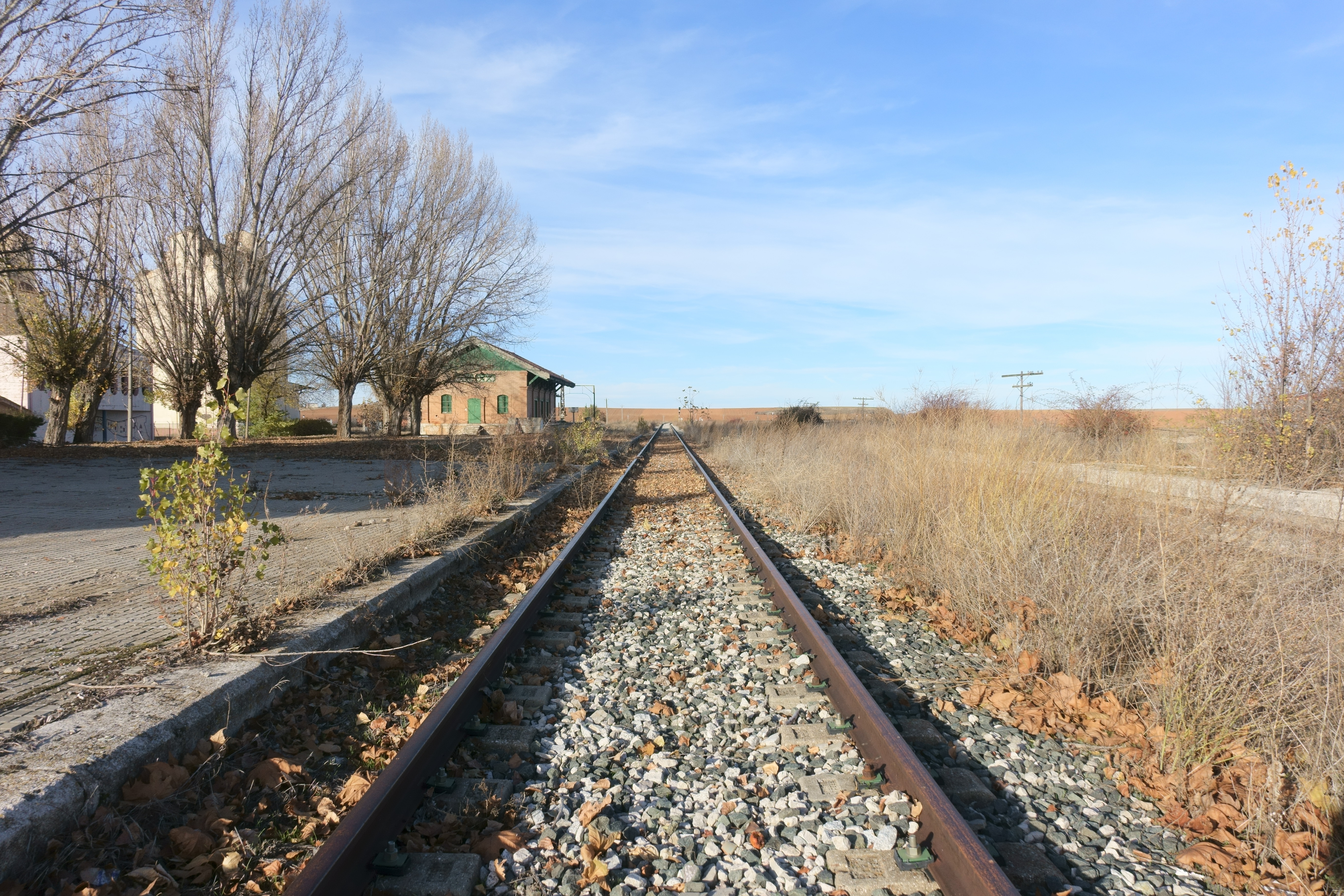
A felhagyott Estación de Campo de San Pedro állomás